# Braccio di Legno
Poopdeck Pappy (adattato nelle edizioni italiane come Babbo di bordo o Braccio di legno o Trinchetto) è un personaggio del fumetto e della serie animata Braccio di Ferro. È il padre di Braccio di Ferro, il protagonista dei fumetti e delle serie animate.

## Storia
Poopdeck Pappy fece la sua prima apparizione in The Thimble Theatre nel 1936, quando la serie era ormai già famosa.
Braccio di Ferro adulto sogna il genitore e ossessionato dall'idea che egli possa essere ancora in vita si consulta con Eugene il Jeep, noto per la sua facoltà divinatoria, facendosi indicare la direzione dove trovarlo, ovvero in mare aperto. Imbarcandosi con Olivia e il possente e pacifico Toar, il padre sembra apparire nello stesso natante, il cui ultimo proprietario lo riteneva infestato da fantasmi.
Dimostrandosi scorbutico, ostile verso il figlio e soprattutto Olivia, viene acciuffato e ammansito da Toar, il quale a sua volta ci si affeziona. Il vecchio racconta di Braccio di Ferro bambino, mandato nel porto a comprare una pipa di gesso ma una volta persosi, venne abbandonato dal genitore il quale incurante aveva ripreso il largo.
L'uomo viene accolto suo malgrado in casa del figlio, accompagnato da alcune sirene, sue compagne. Apprendendo lentamente e a fatica le normali convenzioni dimostrerà finalmente affetto per il familiare.
Apparve nella prima serie animata dei Fleischer Studios nel 1938 in un libero adattamento della versione cartacea, ossia nel cortometraggio intitolato Goonland, qui doppiato da Jack Mercer (già storico doppiatore dello stesso Popeye, di Poldo, dei nipotini Pipeye, Peepeye, Poopeye e Pupeye e di molti altri personaggi delle diverse serie dedicate al marinaio guercio). Con la serie successiva dei Famous Studios sarà poi prodotta una nuova versione del corto, Popeye's Pappy del 1952.

## Carattere
È identico al figlio, soltanto più vecchio e barbuto. Viene definito nel 1975 da Palmiro Boschesi «un arcigno, rissoso, donnaiolo e irascibile campione di scorrettezza, di brutalità e di mancanza di sentimenti. Afferma d'avere 99 anni eppure è in perfetta forma fisica. Le donne sono la sua grande passione: giunge perfino al punto di nascondersi nelle carrozzine dei bimbi per farsi baciare dalle signore».
Nelle storie di ideazione italiana è rappresentato come un avido bevitore di barbera e le sue avventure sono incentrate sugli innumerevoli espedienti (anche illeciti) che usa per procurarsene. Il nome "Trinchetto" gli deriva molto probabilmente dalla sua caratteristica di bere tanto vino (dal termine "trincare", ovvero bere nel senso di ubriacarsi). Oppure dal tipico andamento barcollante dei marinai di vedetta sulla coffa di trinchetto, quando scendono a terra (che sembrano ubriachi). Ma a differenza del fannullone Poldo Sbaffini, questo vecchio si dimostra più volenteroso di fronte alle attività lavorative (pur di guadagnare denaro per poter bere barbera) anche se, frequentemente viene scartato dal lavoro per ragioni di età.